# السنة الدولية لذوي الاحتياجات الخاصة

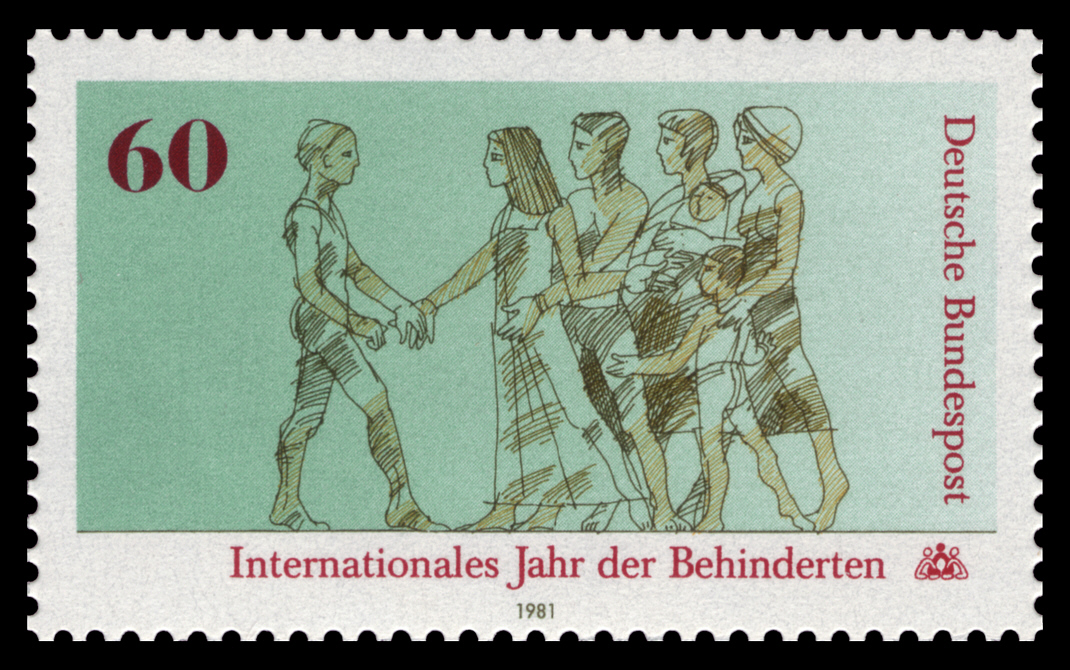
طابع بريد للسنة الدولية لذوي الاحتياجات الخاصة.

السنة الدولية لذوي الاحتياجات الخاصة هي سنة عالمية أعلنت عنها الأمم المتحدة سنة 1981، بهدف وضع خطة عمل تركز على تكافؤ الفرص والدمج وإعادة التأهيل والوقاية من الإعاقة. وقد كان شعار السنة هو «كرسي متحرك في كل منزل»، والذي تم تعريفه على أنه حق الأشخاص ذوي الاحتياجات الخاصة في المشاركة الكاملة في الحياة وتنمية مجتمعاتهم، والتمتع بظروف معيشية مساوية لظروف المواطنين الآخرين والمساواة في تحسين الظروف الناتجة عن التنمية الاجتماعية والاقتصادية. منذ عام 1992، تم تحديد تاريخ 3 ديسمبر من كل سنة يوما دوليا للأشخاص ذوي الاحتياجات الخاصة.
من النتائج الرئيسية للسنة الدولية للأشخاص المعاقين صياغة برنامج العمل العالمي بشأن الأشخاص ذوي الاحتياجات الخاصة الذي اعتمدته الجمعية العامة للأمم المتحدة في ديسمبر 1982. المعترف به في ديباجة اتفاقية حقوق الأشخاص ذوي الإعاقة.
استمر العقد الدولي للأشخاص ذوي الاحتياجات الخاصة من عام 1983 إلى 1993. واختتم بخطاب أمام الجمعية العامة من قبل السيد روبرت آر. دافيلا، مساعد وزير التعليم في الولايات المتحدة، الذي قال أنه «"قبل نهاية العام، نتوقع أن يتضاعف عدد الأشخاص ذوي الاحتياجات الخاصة"».
أصدر مغني وكاتب الأغاني البريطاني ايان ديوري، في عام 1981، أغنية بعنوان "Spasticus Autisticus" والتي كانت نقدًا لاذعًا للسنة الدولية والتي اعتبرها «رعاية» و«غير حساسة بشكل كبير».

## نسبة الأشخاص ذوي الإعاقة في العالم
تشير منظمة الصحة العالمية ضمن بيانات أصدرتها في ديسمبر ٢٠٢٢ إلى أنه يتعايش مع الإعاقة أكثر من ١ مليار شخص